# Csérfélék

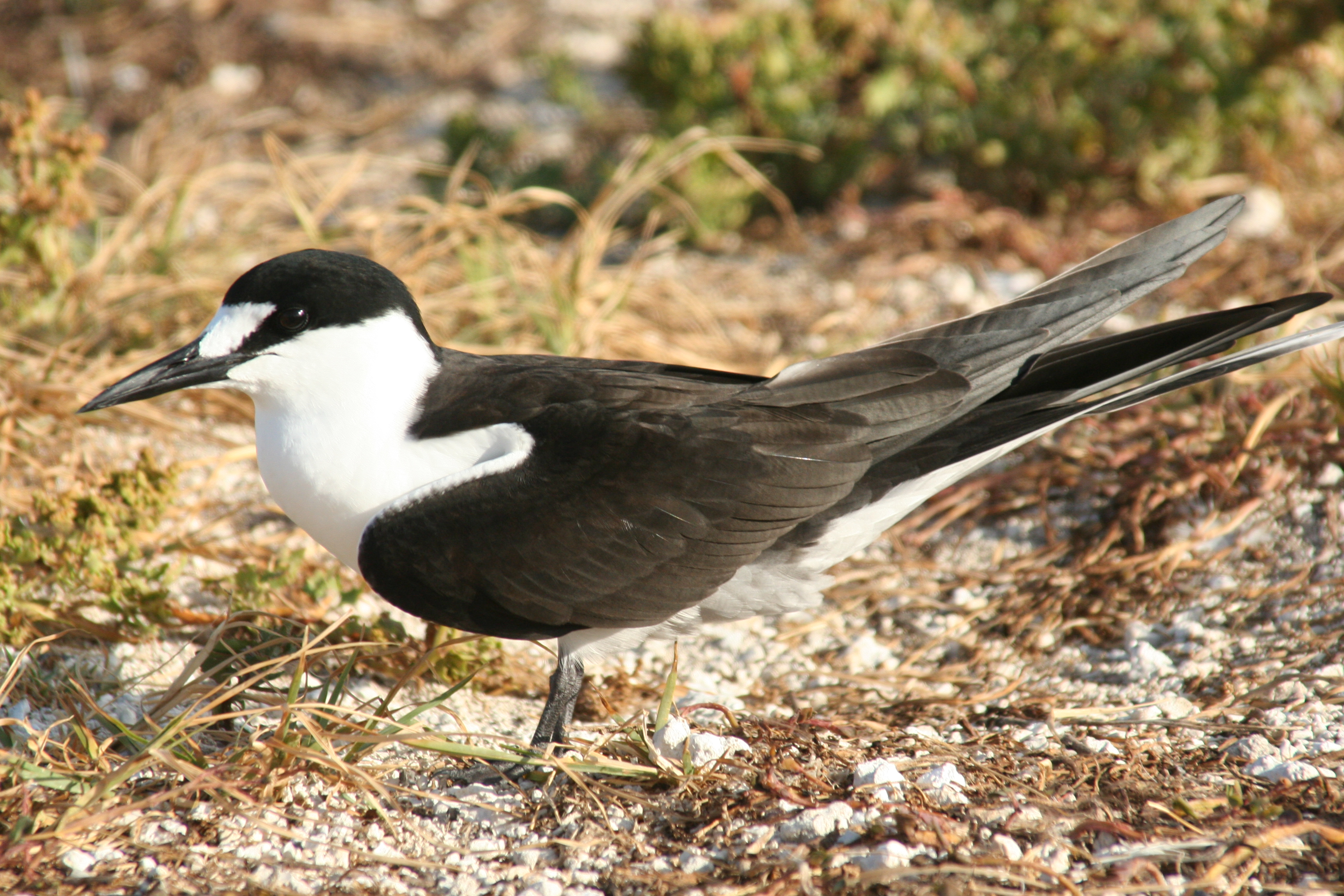
Füstös csér (Onychoprion fuscata)

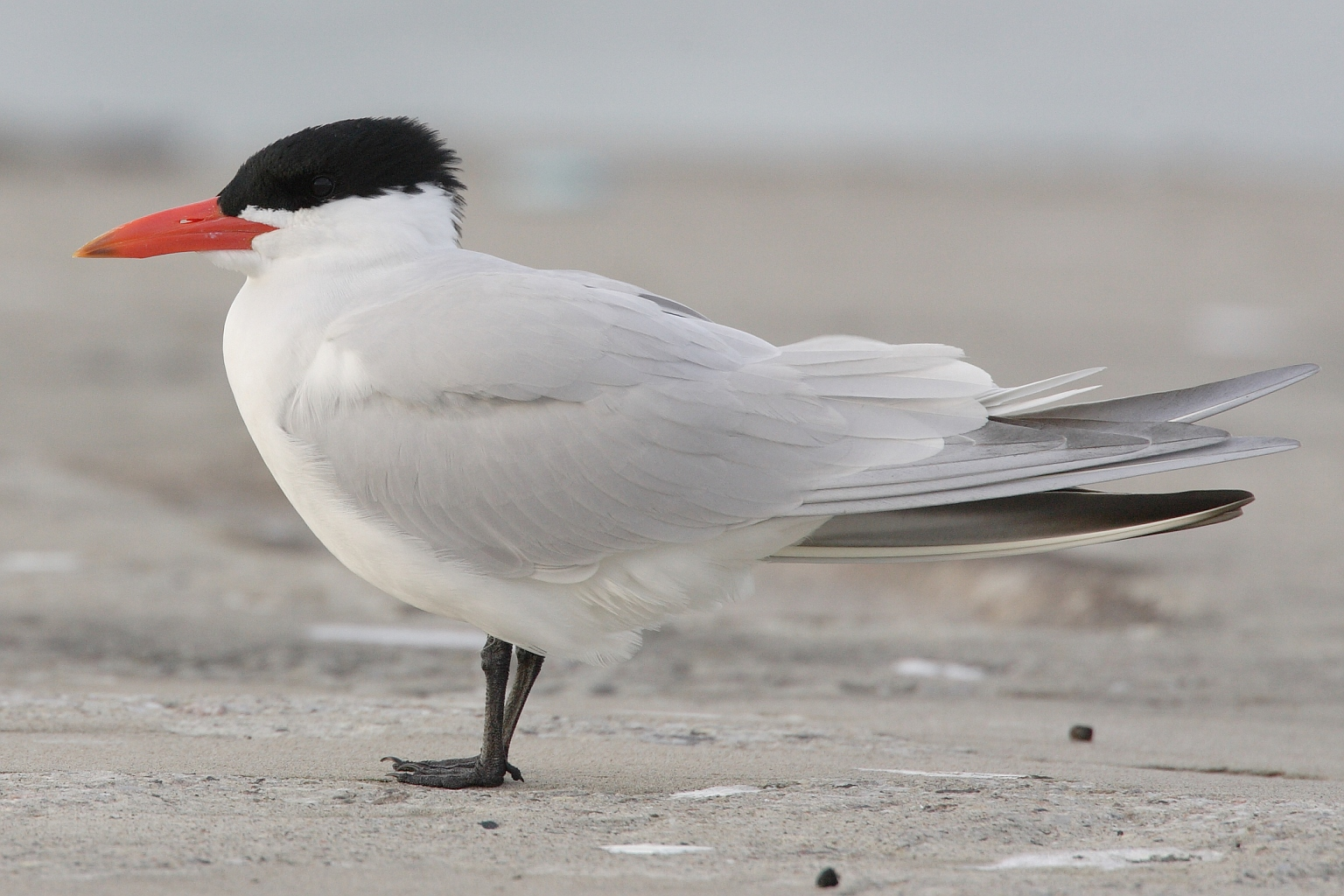
Lócsér (Hydroprogne caspia)

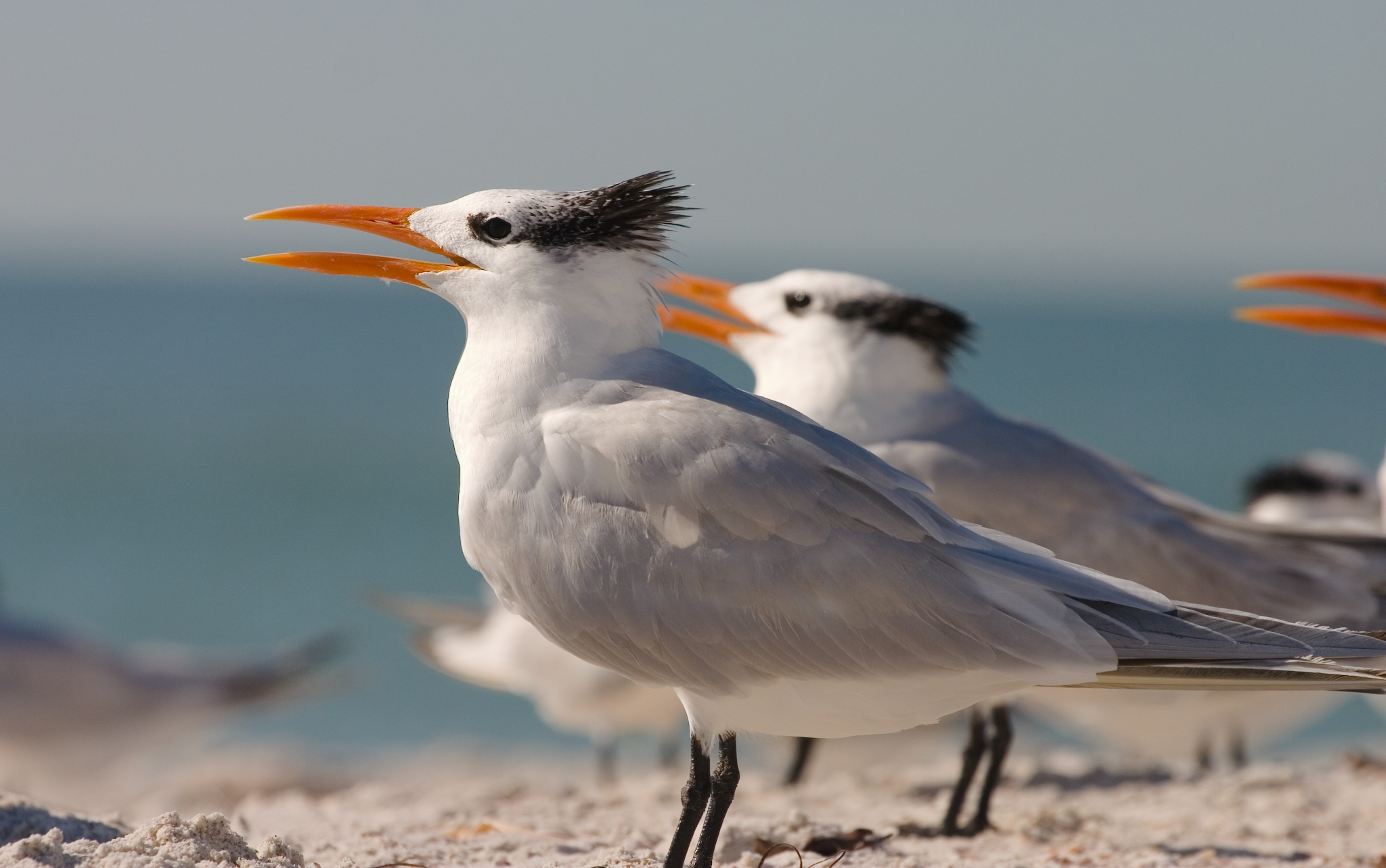
Királycsér (Thalasseus maximus)

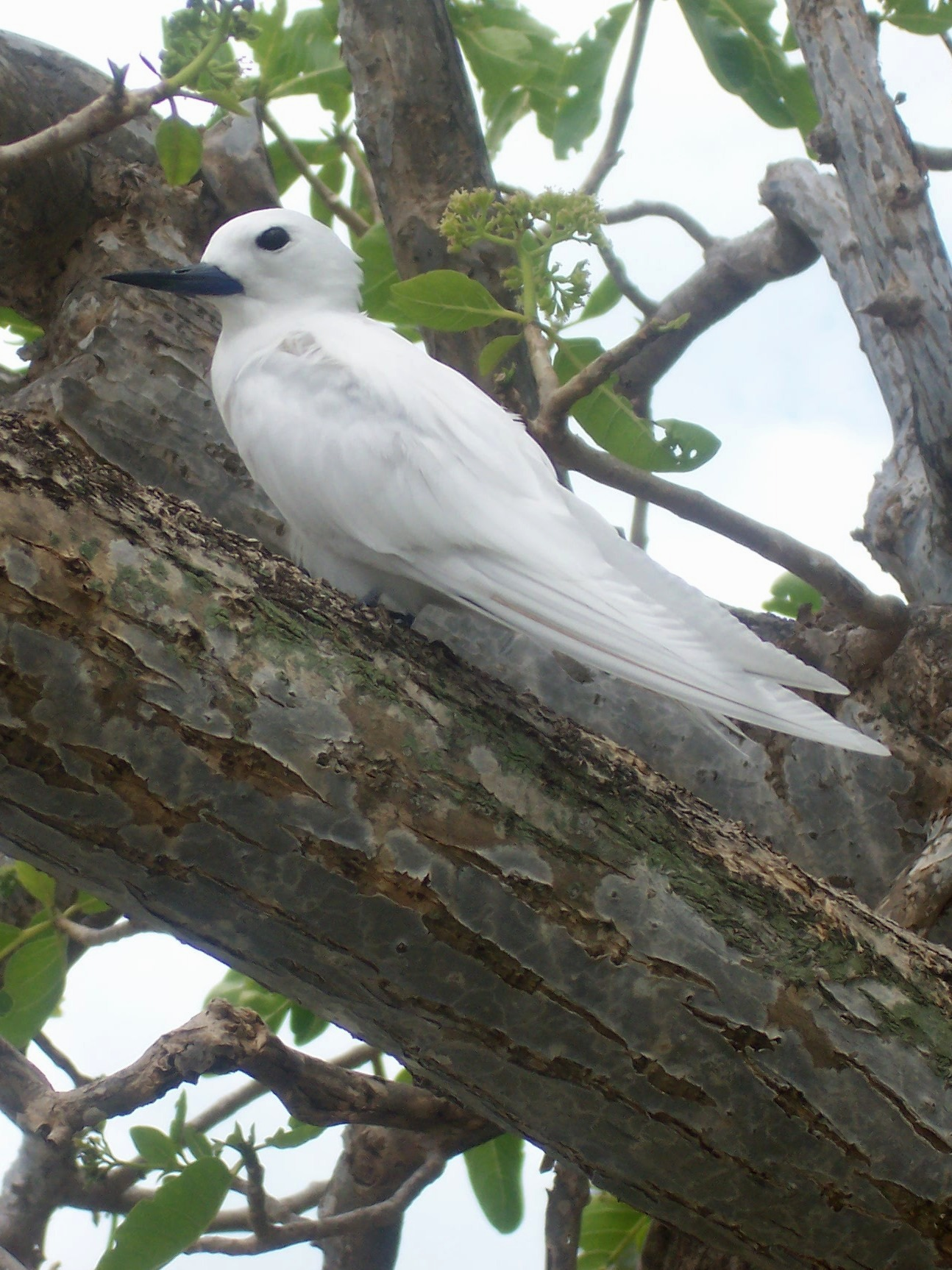
Tündércsér (Gygis alba)

A csérfélék (Sternidae) a madarak osztályának lilealakúak (Charadriiformes) rendjébe tartozó család.
Egyes rendszerekben nem önálló család, hanem a sirályfélékhez tartozik alcsaládként, Sterninae néven.

## Megjelenésük
Testhosszuk 20-56 centiméter közötti. Csőrűk általában karcsú és hegyes. A testük karcsú, a szárnyuk keskeny, a farkuk villás vagy hegyes. A legtöbb faj tollazata fehéres, a hát minden esetben fehér, viszont a fejtető fekete. Télen a homlokuk is fehér. A hím és a tojó hasonlóak.

## Életmódjuk
A földön általában ügyetlenül mozognak, de jó repülők. Halakkal táplálkoznak.

## Szaporodásuk
Más madarakkal telepekben fészkelnek, általában talajmélyedésben költenek. A fiókáik fél fészekhagyók, sűrű pihés tollazattal kelnek ki, a fészket azonnal elhagyó, de elrejtőző kicsinyeket a szülők félig emésztett táplálékkal etetik.

## Rendszerezés
A család az alábbi 12 nem és 45 faj tartozik:
- Anous (Stephens, 1826) – 3 faj
  - barna noddi (Anous stolidus)
  - fekete noddi (Anous minutus)
  - indiai noddi (Anous tenuirostris)

- Procelsterna (Lafresnaye, 1842) – 2 faj
  - ezüstnoddi (Procelsterna cerulea)
  - Procelsterna albivitta

- Gygis (Wagler, 1832) – 2 faj
  - tündércsér (Gygis alba)
  - kis tündércsér (Gygis microrhyncha)

- Onychoprion (Wagler, 1832) – 4 faj – korábban a Sterna nembe sorolták
  - füstös csér (Onychoprion fuscatus vagy Sterna fuscata)
  - szürkehátú csér (Onychoprion lunatus vagy Sterna lunata)
  - álarcos csér (Onychoprion anaethetus vagy Sterna anaethetus)
  - bering-tengeri csér (Onychoprion aleuticus vagy Sterna aleutica)

- Sternula – 7 faj – korábban a Sterna nembe sorolták
  - kis csér (Sternula albifrons vagy Sterna albifrons)
  - antillai csér (Sternula antillarum vagy Sternaantillarum)
  - sárgacsőrű csér (Sternula superciliaris vagy Sterna superciliaris)
  - déltengeri csér (Sternula nereis vagy Sterna nereis)
  - perui csér (Sternula lorata vagy Sternula lorata)
  - ádeni törpecsér (Sternula saundersii vagy Sterna saundersii)
  - namíb törpecsér (Sternula balaenarum vagy Sterna balaenarum)

- Phaetusa (Wagler, 1832) – 1 faj
  - vastagcsőrű csér (Phaetusa simplex)

- Gelochelidon – 1 faj – korábban a Sterna nembe sorolták
  - kacagócsér (Gelochelidon nilotica vagy Sterna nilotica)

- Hydroprogne – 1 faj – korábban a Sterna nembe sorolták
  - lócsér (Hydroprogne caspia vagy Sterna caspia)

- Larosterna (Blyth, 1852) – 1 faj
  - inka csér (Larosterna inca)

- Chlidonias (Rafinesque, 1822) – 4 faj
  - fehérszárnyú szerkő (Chlidonias leucopterus)
  - kormos szerkő (Chlidonias niger)
  - fattyúszerkő (Chlidonias hybridus)
  - feketefejű szerkő (Chlidonias albostriatus)

- Thalasseus – 6 faj – korábban a Sterna nembe sorolták
  - királycsér (Thalasseus maxima vagy Sterna maximus)
  - üstökös csér (Thalasseus bergii vagy Sterna bergii)
  - kínai üstököscsér (Thalasseus bernsteini vagy Sterna bernsteini)
  - kenti csér (Thalasseus sandvicensis vagy Sterna sandvicensis)
  - pompás csér (Thalasseus elegans vagy Sterna elegans)
  - bengáliai csér (Thalasseus bengalensis vagy Sterna bengalensis)

- Sterna (Linnaeus, 1758) – 13 faj
  - rózsás csér (Sterna dougallii)
  - fehérmellű csér (Sterna striata)
  - feketefejű csér (Sterna sumatrana)
  - küszvágó csér (Sterna hirundo)
  - dél-amerikai csér (Sterna hirundinacea)
  - antarktiszi csér (Sterna vittata)
  - sarki csér (Sterna paradisaea)
  - tavi csér (Sterna forsteri)
  - fehérkoronás csér (Sterna trudeaui)
  - feketehasú csér (Sterna acuticauda)
  - folyómenti csér (Sterna aurantia)
  - fehérarcú csér (Sterna repressa)
  - kerguelen-szigeteki csér (Sterna virgata)

## Képek

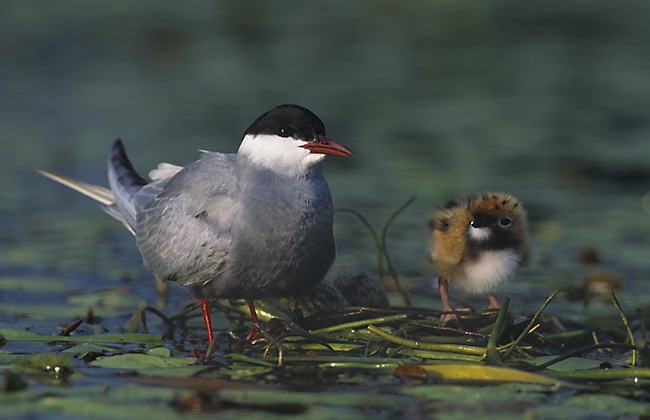
Fattyúszerkő (Chlidonias hybridus)
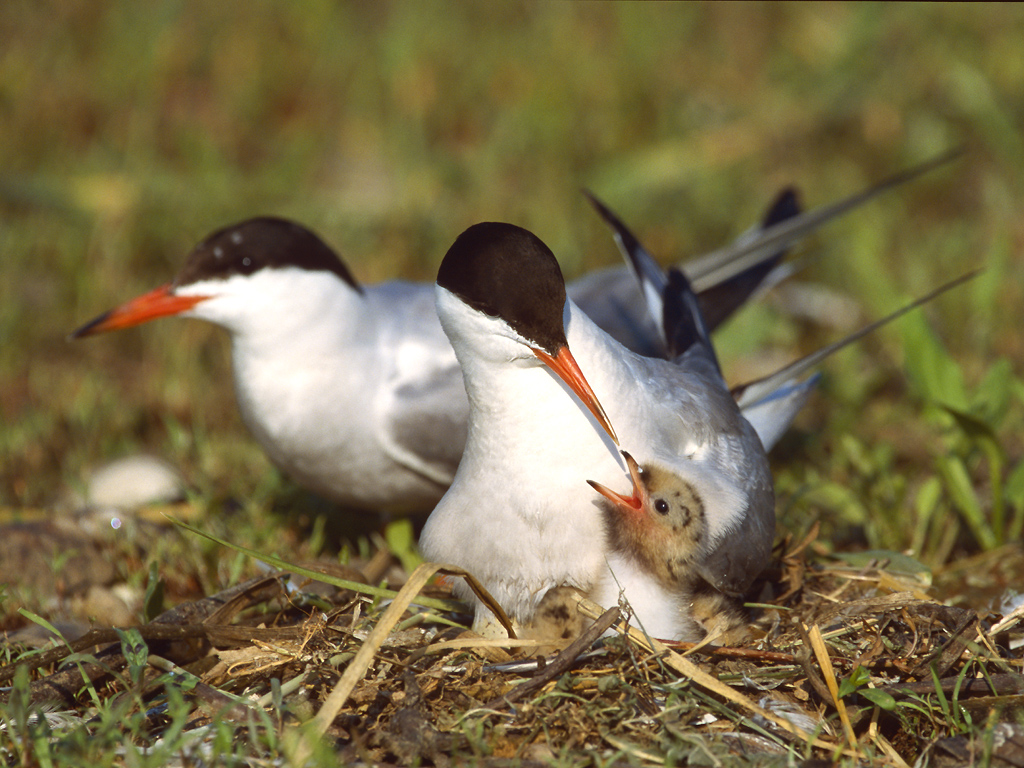
Küszvágó csér (Sterna hirundo)
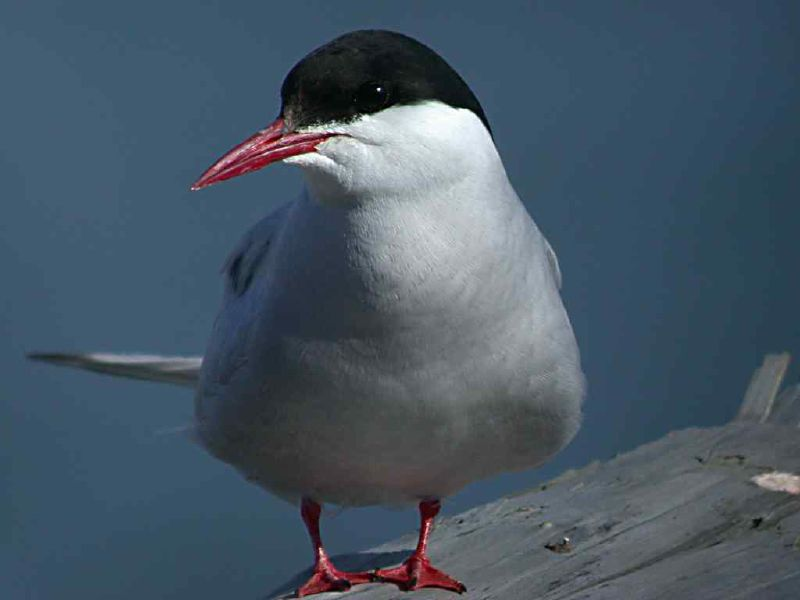
Sarki csér (Sterna paradisaea)
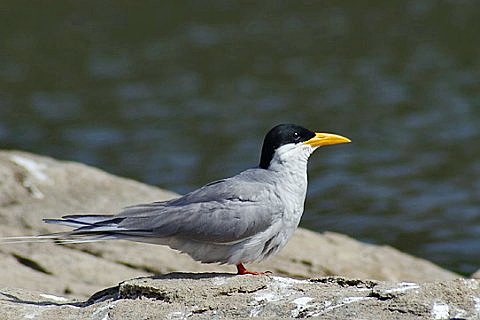
Folyómenti csér (Sterna aurantia)
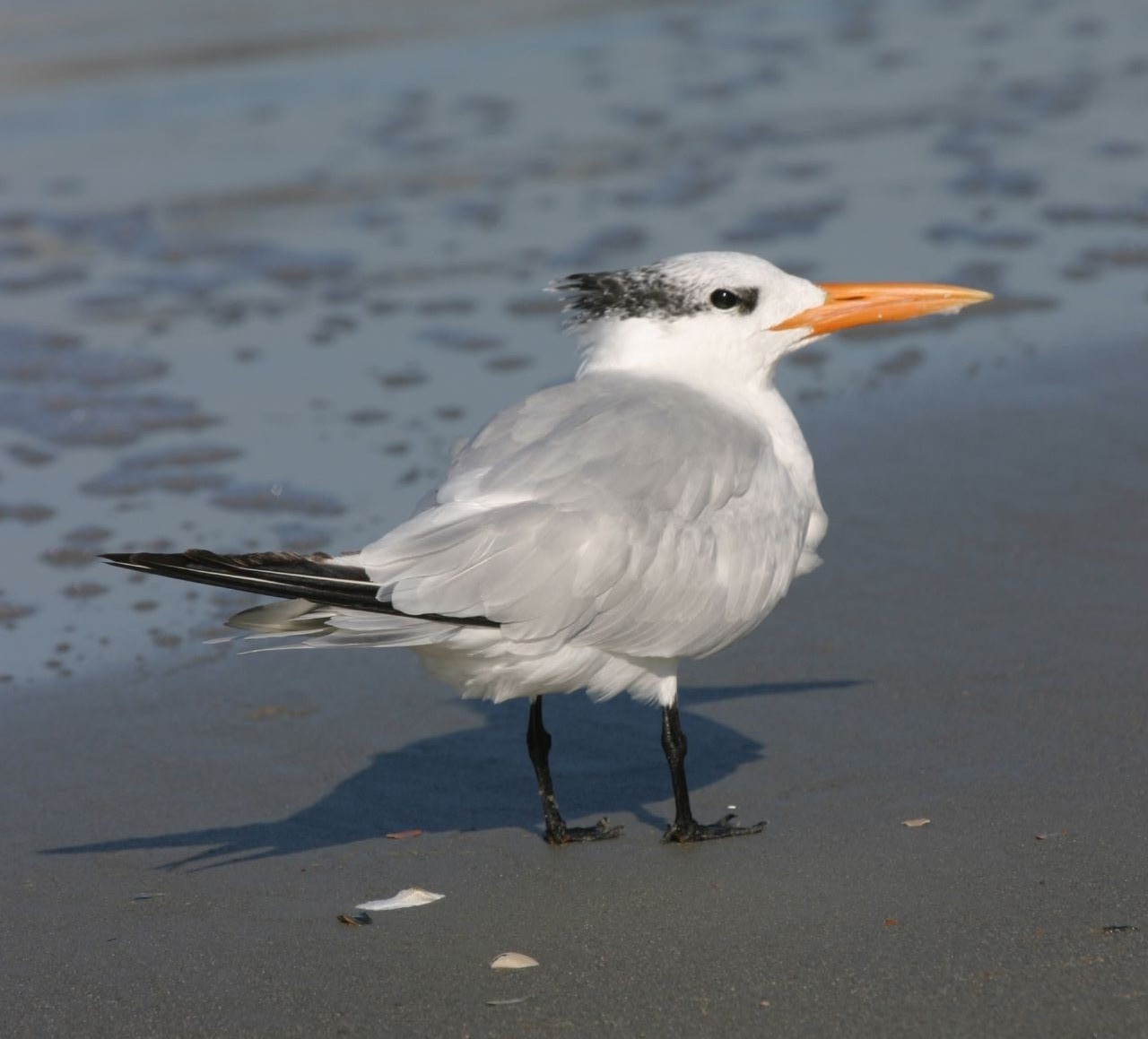
Királycsér (Sterna maxima)
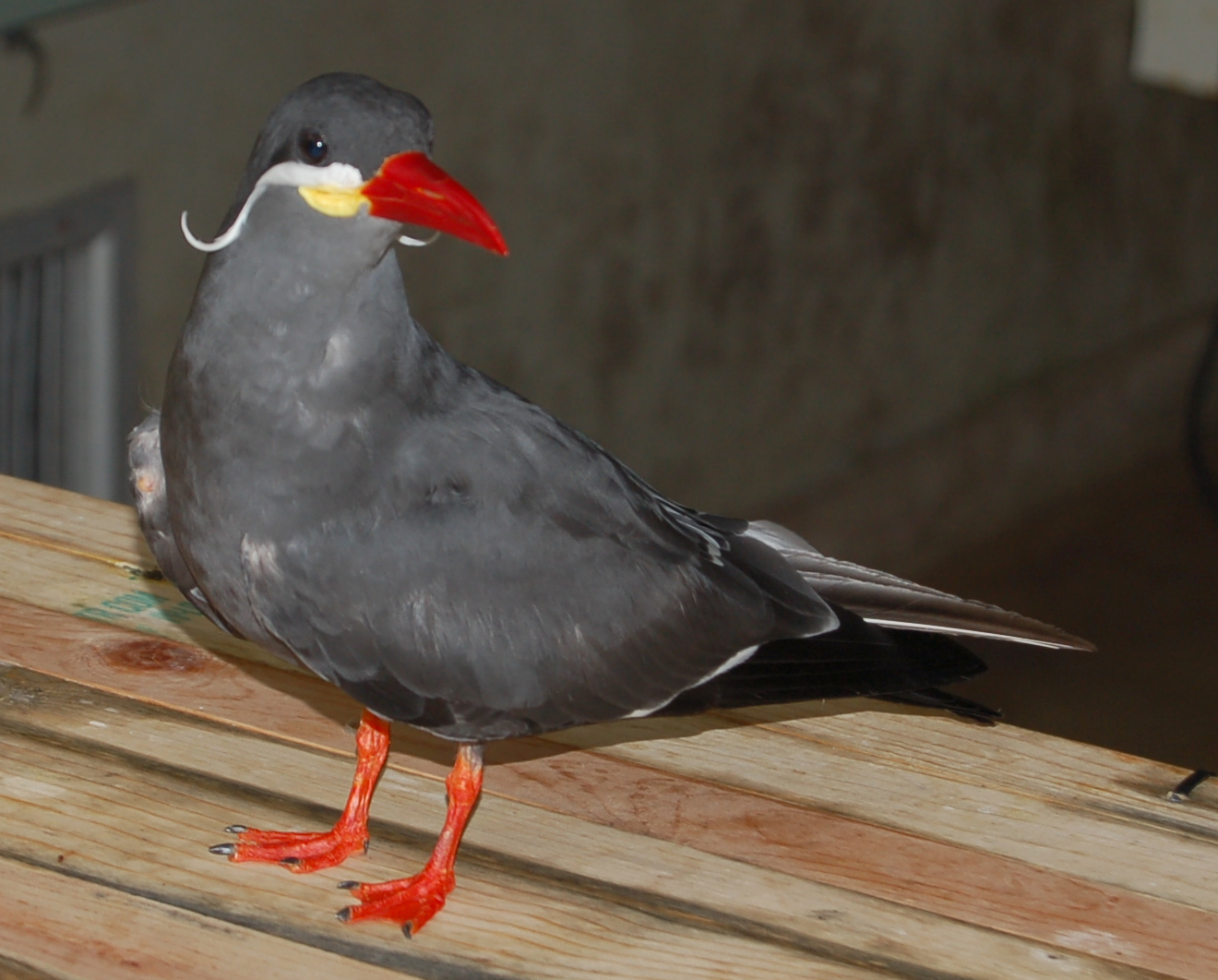
Inka csér (Larosterna inca)
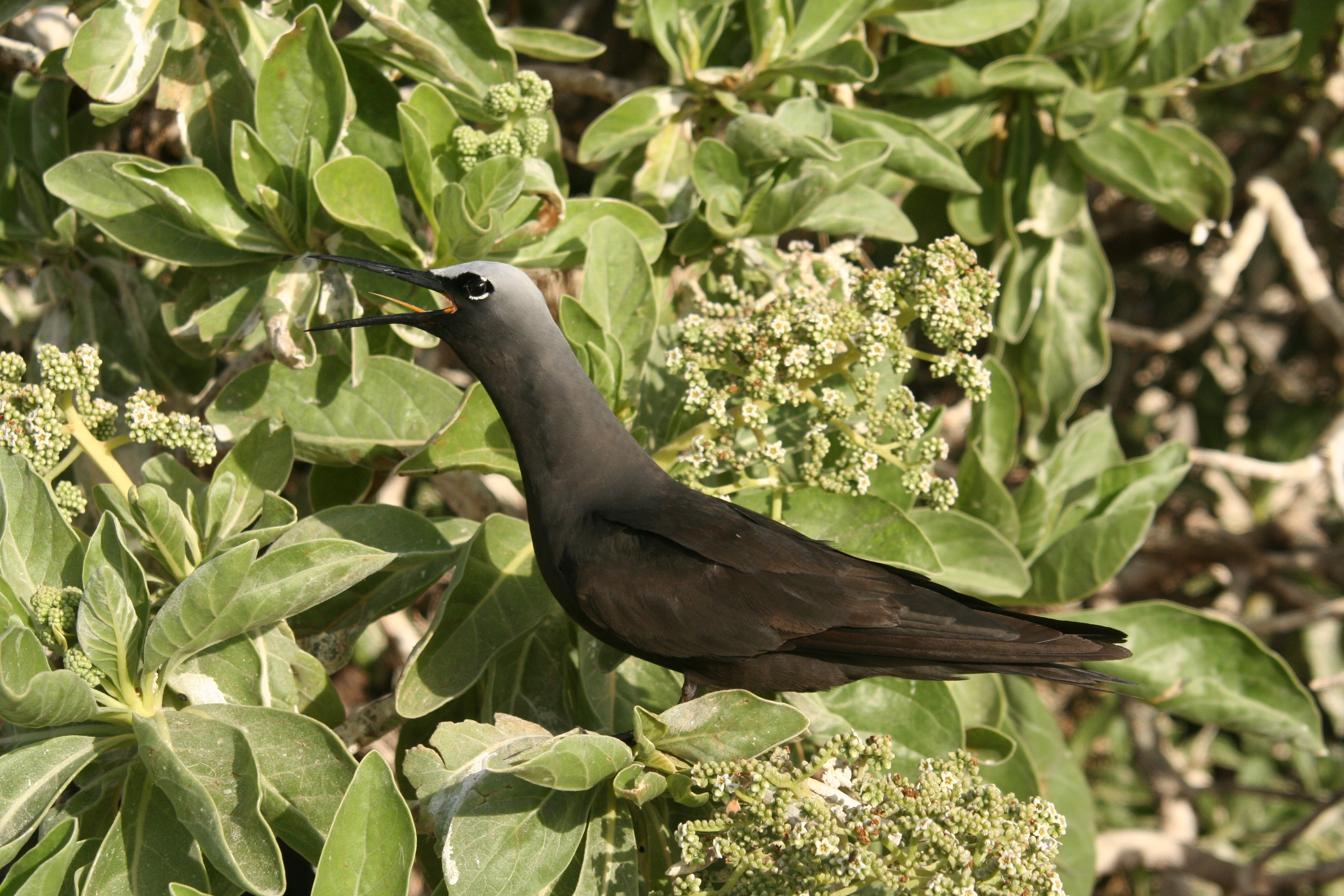
Fekete noddi (Anous minutus)
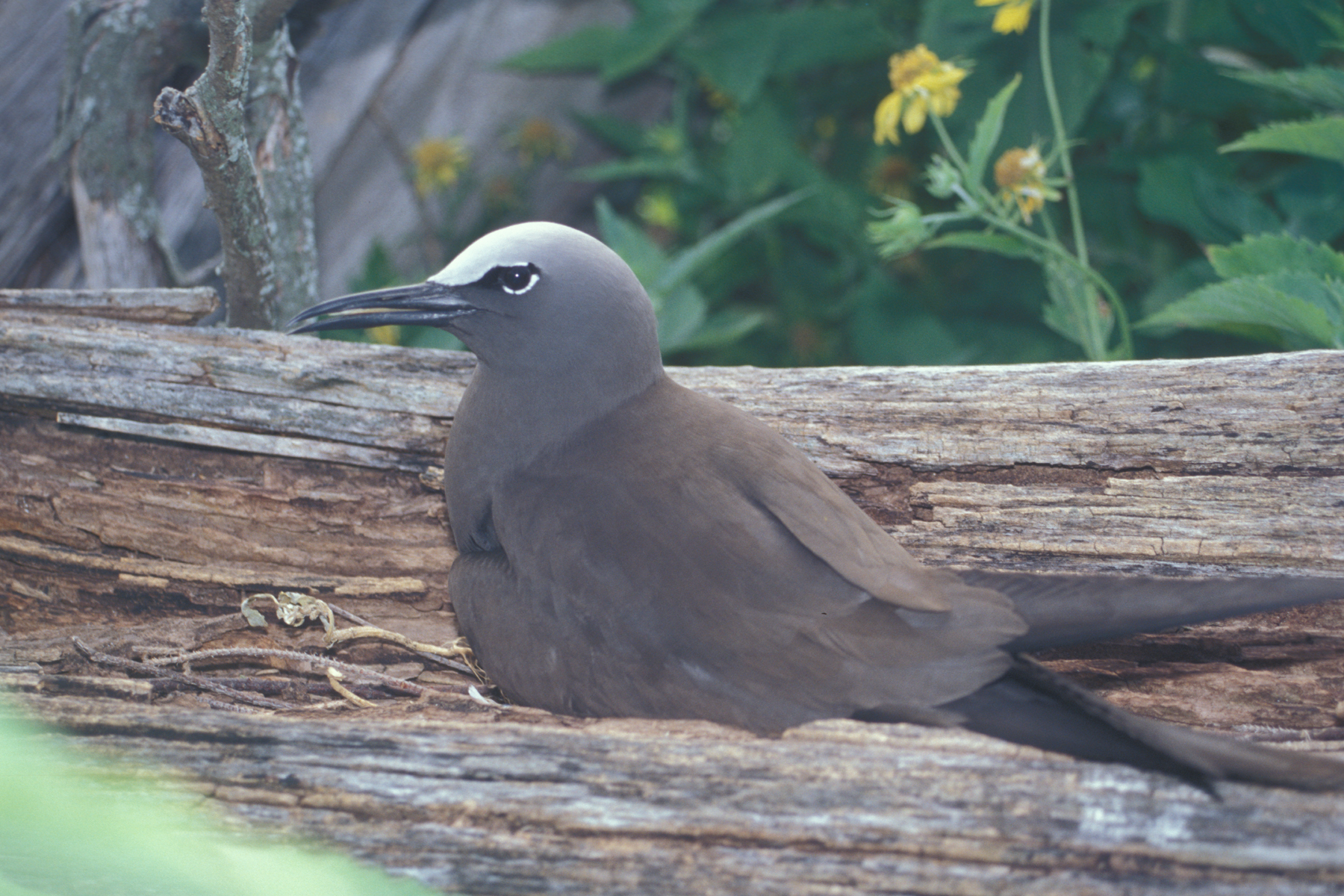
Barna noddi (Anous stolidus)